# Scientist Rebellion
Scientist Rebellion és una organització internacional de científics ecologistes que fa campanyes a favor del decreixement amb l'objectiu de conscienciar sobre l'escalfament global mitjançant la desobediència civil no violenta.

## Història
El grup va ser creat el febrer de 2020 per dos estudiants de doctorat en Física de la Universitat de St Andrews, inspirant-se en l'acció dels militants d'Extinction Rebellion.
Scientist Rebellion va protagonitzar diverses accions de protesta durant la Conferència de les Nacions Unides sobre el Canvi Climàtic de 2021, entre les quals el bloqueig del pont George V de Glasgow el 6 de novembre, a Berlín l'abril de 2022 contra l'extracció de petroli al mar del Nord, al Museu Nacional d'Història Natural de París, davant del Ministeri de Transport alemany, al centre d'exposicions de Porsche a Wolfsburg l'octubre de 2022 contra la «influència perjudicial per al clima de Volkswagen» i al BMW Welt de Múnic, on van ruixar amb pintura negra tres vehicles d'alta gamma en protesta pel fracàs de l'Acord de París de 2015 en què 195 països es van comprometre a mantenir l'escalfament global per sota d'1,5 graus.